# Abutig
Abutig (o Abu Tig) è una città dell'Egitto, situata  lungo la Valle del Nilo, nel Governatorato di Asyut Situata sulla riva occidentale del Nilo, ha una popolazione di 70.969 abitanti (2006) Abu Tig è la terza città più grande del governatorato di Asyut in Egitto dopo Asyūṭ stessa e Dairut Abu-Tig è molto famosa in tutto l'Egitto per le sue erbe e piante botaniche. Nell'antichità, Abu-Tig era, e continua ad essere, il centro nevralgico per la frutta e la verdura fresca e naturale.Oltre a erbe e spezie. Abu Tig non è solo una città commerciale, ma è famosa anche per la Moschea di El Farghal. La Moschea di El Farghal, con i suoi due minareti, è la più grande dell'Alto Egitto. Molti visitatori vengono ad Abu Tig ogni anno a luglio per visitare la Moschea di El Farghal e festeggiare alla fiera di El Farghal.